# Heteros

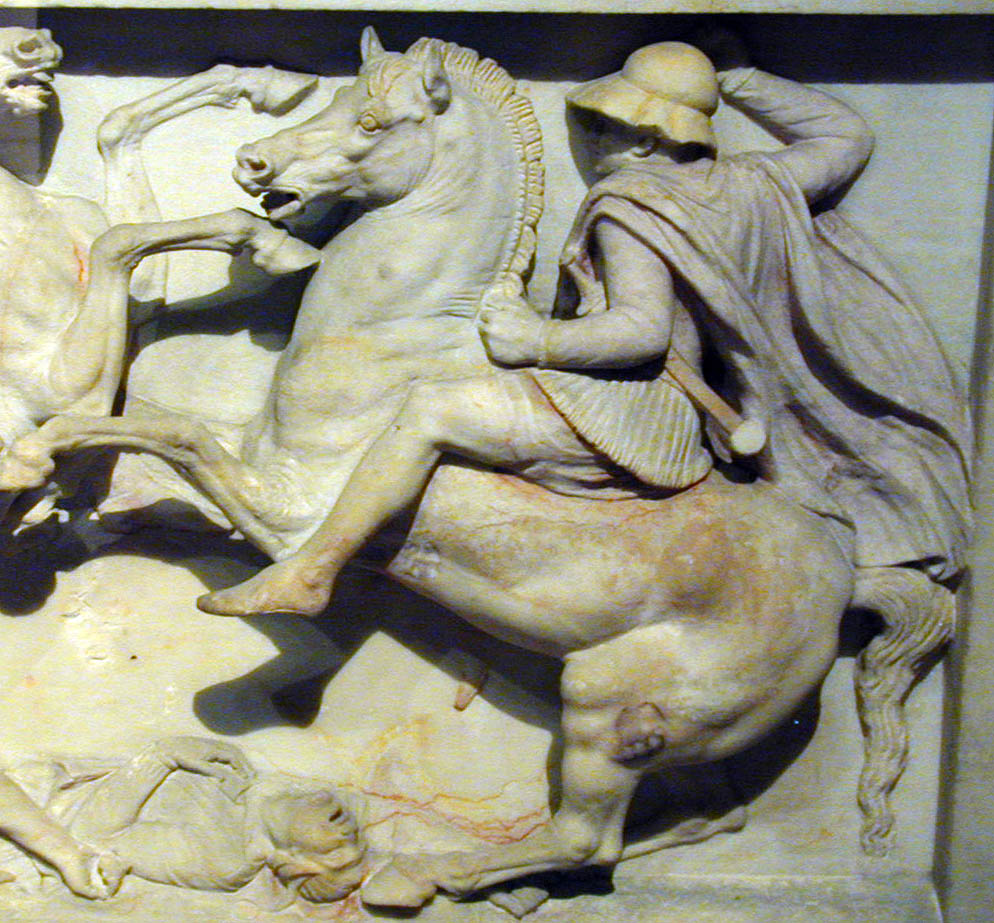
Cavaleiro macedônico (detalhe do sarcófago de Alexandre, o Grande). Museu Arqueológico de Istambul.

Os heteros ou hetairoi  (do grego ἑταῖροι, transl. hetaîroi: 'companheiros', 'amigos') formavam a cavalaria do exército de Filipe II e de Alexandre, o Grande. Eram nobres das tribos macedônicas mais próximas do monarca e por isso eram chamados "companheiros do rei". Possuíam grande força de ataque e habilidade de manobra no campo de batalha. Vestiam a panóplia e usavam uma espada curta juntamente com pequenos dardos ou mesmo sarissas.